# Germania (Zeitung)
Germania – Zeitung für das Deutsche Volk war von 1871 bis 1938 eine überregionale Tageszeitung im Deutschen Reich. Gegründet wurde das Blatt ausdrücklich als Parteizeitung der katholischen Deutschen Zentrumspartei, kurz Zentrum genannt.

## Entwicklung im Deutschen Kaiserreich

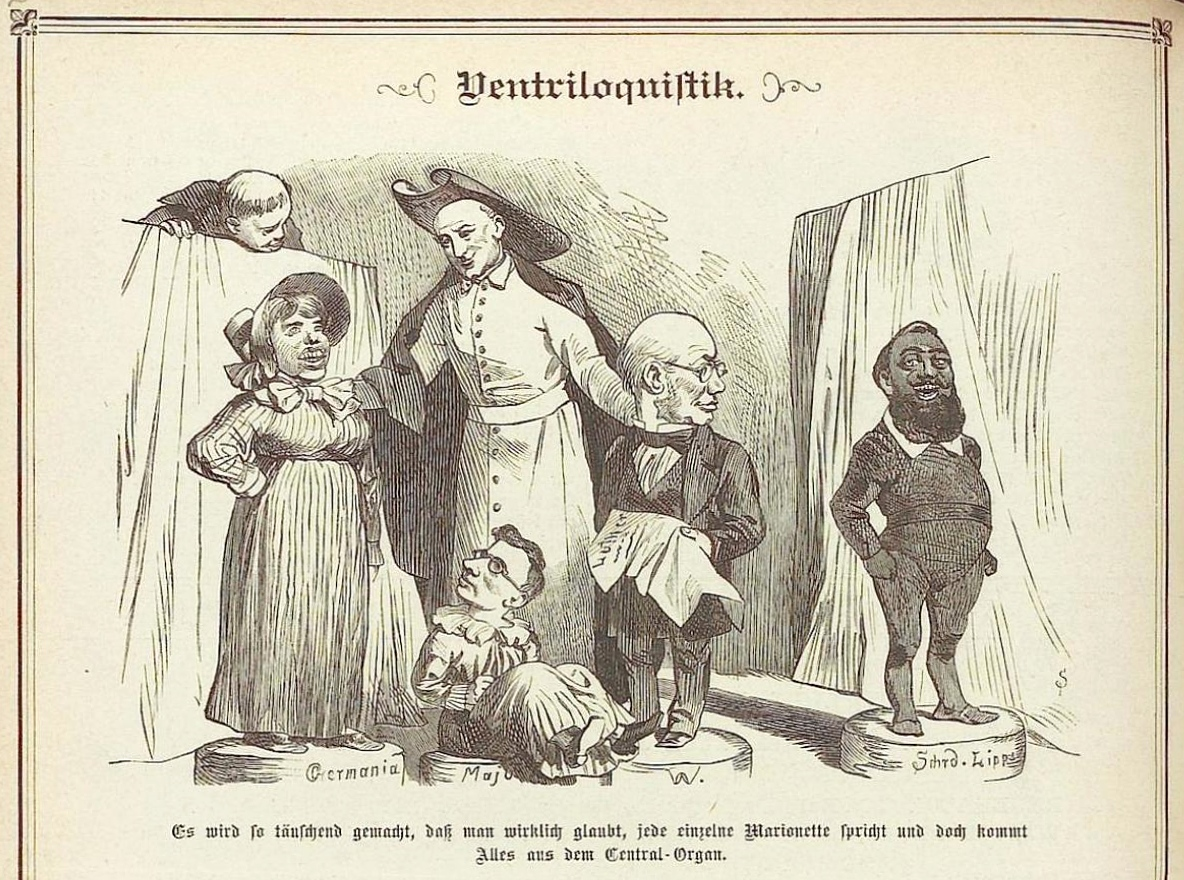
Karikatur mit der Germania als Puppe des „Bauchredners“ Leo XIII. Zu Füßen des Papstes Paul Majunke, daneben Ludwig Windthorst als dessen „Marionetten“.

Die erste Probenummer erschien am 28. Dezember 1870 in Berlin. Ab dem 1. Januar 1871 wurde die Zeitung reichsweit vorerst als tägliche Einzelausgabe und ab 1881 mit einer Morgen- und einer Abendausgabe vertrieben. Als Hauptinitiator gilt Friedrich von Kehler, einer der Mitbegründer der Zentrumspartei, der dann auch für mehrere Jahre den Posten als geschäftsführender Direktor bei der Germania übernahm. Presserechtlich verantwortete zunächst die Partei den Inhalt der Zeitung, im Oktober 1872 erfolgte die Gründung der Germania Aktiengesellschaft, als parteieigener Verlag.
Chefredakteur war die ersten drei Monate ein Jugendfreund Kehlers, Friedrich Pilgram, der eine katholische und national gesinnte Zeitung aufbauen wollte und so dem Blatt seinen Namen gab. Anschließend übernahm Paul Majunke die Chefredaktion. Unter seiner Führung setzte sich die Redaktion während des Kulturkampfes für den Einfluss der katholischen Kirche in Öffentlichkeit und Politik sowie für das Papstprimat von Kirche und Religion über Staat und Wissenschaft ein. Die Germania war wegen ihrer Positionen im katholischen Reichsland Elsaß-Lothringen zehn Jahre lang verboten. Bismarck begrüßte diese Entscheidung, weil er das Blatt für „staatsgefährlich und subversiv“ hielt und u. a. mit Beleidigungsklagen bekämpfte. Verantwortliche Redakteure brachten es in den knapp acht ersten Jahren des Bestehens des Zeitung (bis Anfang Oktober 1878) jedenfalls zusammen „auf circa 10 Jahre Gefängniß und außerdem auf 20.000 Mark Geldstrafen“.
Unter Majunkes Leitung stieg die Germania zu einer der meistgelesenen katholischen Tageszeitungen auf. Sein Nachfolger war von 1878 bis 1881 Adolph Franz, gefolgt von Friedrich Nienkemper (1847–1922). Ab 1891 übernahm Eduard Marcour die Chefredaktion, und ab 1894 Hermann ten Brink (1851–1916). Nach dessen Tod folgte August Hommerich (1875–1925), der im September 1922 von Hermann Orth abgelöst wurde.
1909 ging die Zeitung in Opposition zu Martin Spahn, dem sie vorwarf, eine „Entklerikalisierung des katholischen Volkes“ anzustreben.
Vor den Reichstagswahlen 1912 machte die Zeitung Wahlkampf für den in der Zentrumspartei weitgehend isolierten Kandidaten Hans Georg von Oppersdorff. Im Juli 1912 distanzierte sie sich von Oppersdorff: Die Hoffnung, „dass im Grafen Oppersdorff bei seiner unleugbar großen Begabung und bei seinem großen Eifer einmal ein tüchtiges Mitglied der Zentrumsfraktion heranwachsen werde“, müsse man „durch die Entwicklung, die der Herr Graf jetzt eingeschlagen hat“, begraben.
Die Redaktion und die Geschäftsstelle befanden sich in der Stralauer Straße 25.

## Tendenzen in der Weimarer Republik
Nach der Novemberrevolution 1918/19 verwandelte sich das Zentrum von einer national-konservativen Partei in eine christlich-demokratische Volkspartei und war in der Weimarer Republik mit fast allen politischen Gruppierungen koalitionsfähig. Dementsprechend passte die Germania regelmäßig während dieser Zeit ihre inhaltliche Ausrichtung auf die Parteilinie an. Von 1925 bis 1931 lag die Auflage des Blattes konstant bei 43.000 Exemplaren.
1927 wurde Ernst Buhla (1891–1951) als Redaktionsleiter eingestellt. Hermann Orth wechselte zur Kölnischen Volkszeitung. Mitte 1932 übernahm Emil Ritter (1881–1968) die Chefredaktion. Die Berufung des nationalkonservativen Katholiken hatte Franz von Papen betrieben. Papen hatte in der Inflationszeit 47 % der Aktien der in wirtschaftliche Schwierigkeiten geratenen Germania AG erworben. Damit hielt er den größten Anteil am Verlag und konnte dementsprechend Einfluss auf die Zeitung nehmen. Weitere wichtige Aktionäre waren Florian Klöckner und Nikolaus von Ballestrem.
Wie viele andere Zeitungen wurde nach der „Machtergreifung“ des NS-Regimes die Germania kurzzeitig verboten. Im Leitartikel vom 16. Februar 1933 mit der Überschrift „Mahnruf“ rief die Redaktion eindringlich und unzweideutig den Lesern ins Bewusstsein, dass die „nationalsozialistischen Programme Irrlehren“ sind. Auf Grundlage der am 4. Februar 1933 erlassenen Verordnung des Reichspräsidenten zum Schutze des Deutschen Volkes erfolgte daraufhin für zwei Tage ein Verbot der Zeitung vom 18. Februar bis zum 20. Februar 1933.
Am 2. Juli 1933 titelte die Germania ganz groß: „Unser Ja zum neuen Deutschland“. Damit stimmten nicht nur der Aufsichtsrat und die Chefredaktion einer Gleichschaltung der Zeitung zu, mit dieser Aussage erklärte das Zentrum öffentlich seine Selbstauflösung. Die Germania erschien aber bis zum 31. Dezember 1938. Schriftleiter war von Dezember 1934 bis 1938 Walter Hagemann.

## Nebenausgaben der Germania AG
Das Zentrum veröffentlichte über die Germania Aktiengesellschaft außerdem folgende Periodika:
- Nordische Volkszeitung (vom 15. August 1895 bis 30. März 1936)
- Märkische Volks-Zeitung (vom 15. Dezember 1900 bis 31. Dezember 1938)
- Deutscher Volksfreund (vom 1. Oktober 1907 bis 31. Juli 1921)
- Sächsisches Tageblatt (vom 1. Februar 1911 bis 29. Dezember 1929)[12]

## Aufsichtsratsvorsitzende des Verlags
- 18. Mai 1925 bis Juni 1932: Franz von Papen
- Juni 1932 bis 1933: Florian Klöckner
- 1933 bis 1938: Rudolf von Twickel